# Illatos csengettyűvirág
Az illatos csengettyűvirág vagy egyszerűen csak csengettyűvirág (Adenophora liliifolia) a harangvirágfélék családjába tartozó növényfaj. A hozzá hasonló, közeli rokon harangvirágoktól eltérően illatos, jellegzetes elkülönítő bélyege még, hogy virágaiból a bibeszálak hosszan kinyúlnak. Magyarországon ritka jégkorszaki reliktum faj, 1988 óta fokozottan védett, egyetlen tő természetvédelmi értéke 250 000 forint.

## Leírása
Évelő, 60–100 cm magas növény. Szára egyenes, felálló, hengeres keresztmetszetű, felszíne kopasz. Tőálló levelei kerekded formájúak, levélválluk szíves alakulású; levélnyelük hossza 3–5 cm. A szár alsóbb részén található levelek elliptikusak, a feljebb lévők a szár csúcsa felé fokozatosan kisebbek és már inkább hosszúkás-lándzsás alakúak, a száron ülők vagy rövid (legfeljebb 1 cm-s) levélnyéllel kapcsolódnak a szárhoz. A levelek egységesen fűrészes szélűek és kopaszak. Egy, az alapfajtól eltérő változatánál (var. pocsii) a felső levelek is elliptikusak vagy tojásdadok, és ezek levélnyele is hosszabb (3–18 mm) az alapfajénál.
Virágzata laza bugavirágzat amelynek magassága a legalsó és a legfelső elhelyezkedésű virág között a növény teljes magasságának egyharmadát is kiteszi. Pártája halványkék, harang alakú, 10–20 mm-es, illatos. A csészecimpák egyaránt lehetnek ép szélűek és fogasak is, ez egy állomány példányai között is variálódhat. A csúcsán megvastagodott, egyenes bibeszál hosszan (kb. 10 mm) kinyúlik a pártából, ez különíti el legegyértelműbben a közeli rokon Campanula nemzetségbe tartozó harangvirágfajoktól, ezeknél ugyanis a bibe nem, vagy csak alig lóg ki a pártából.
Hazánkban már májustól virágozhat, a fő virágzási időszaka július-augusztusra esik és szeptemberig kinyúlhat.

## Élőhelye
A faj az élőhely mésztartalmára vonatkozóan közömbös vagy inkább mészkedvelő. Cseres-tölgyesek, mészkerülő tölgyesek, ligeterdők, láperdők aljnövényzetében, hegyi réteken és szőrfűgyepeken fordul elő.

## Magyarországi előfordulása
A faj eurázsiai flóraelem, hazánkban is sok helyen előfordul, de sehol sem gyakori. Ismert előfordulási helyek között szerepel a Zempléni-hegység, az Aggteleki-karszt, a Bükk, a Cserhát, a Bakonyalja, a Mecsek, a Vasi-Hegyhát, a Belső-Somogy, a Kisalföld, a Mezőföld, a Turjánvidék és a Nyírség is.